# Discofrontia normella
Discofrontia normella är en fjärilsart som beskrevs av George Francis Hampson 1901. Discofrontia normella ingår i släktet Discofrontia och familjen mott. Inga underarter finns listade i Catalogue of Life.